# Шпессарт

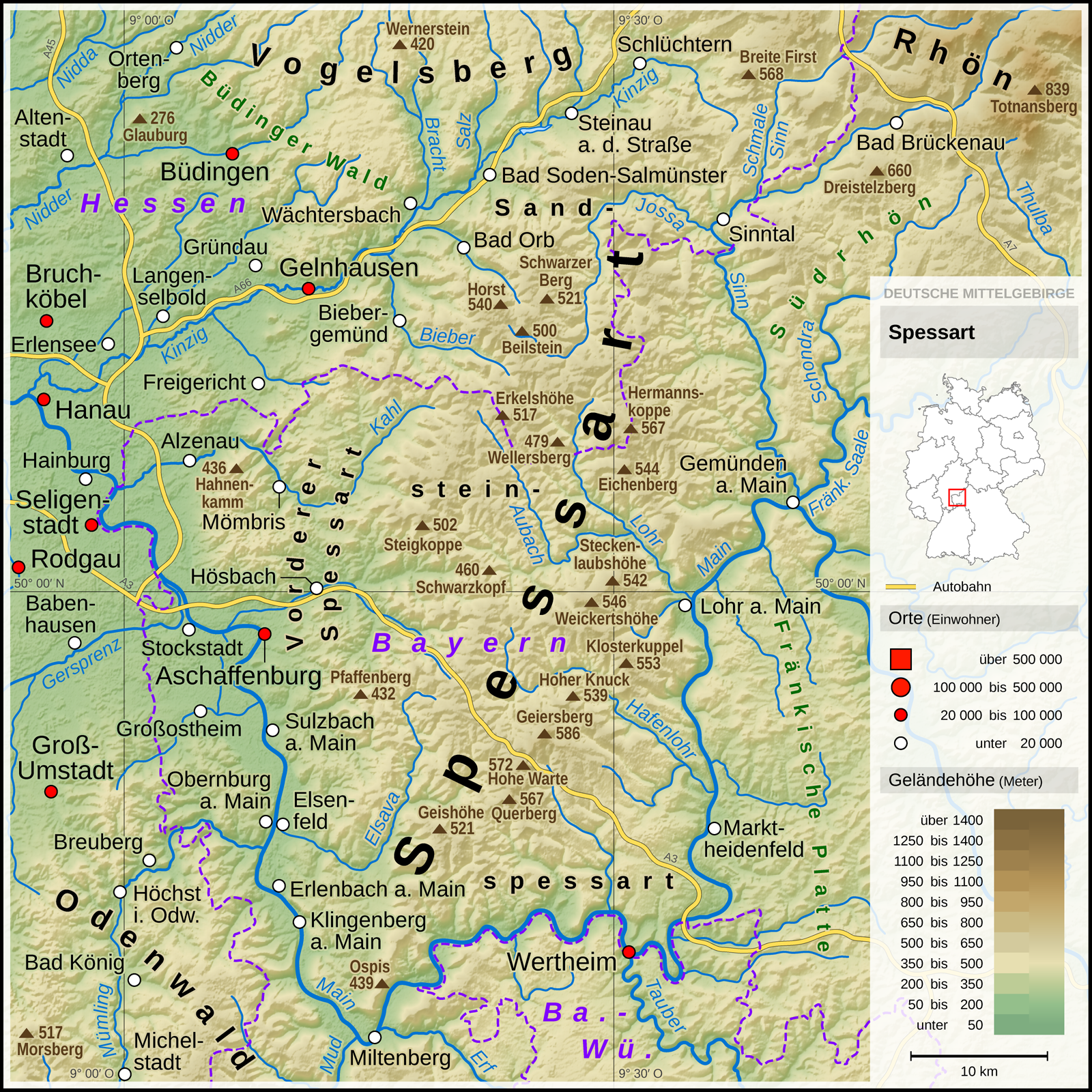

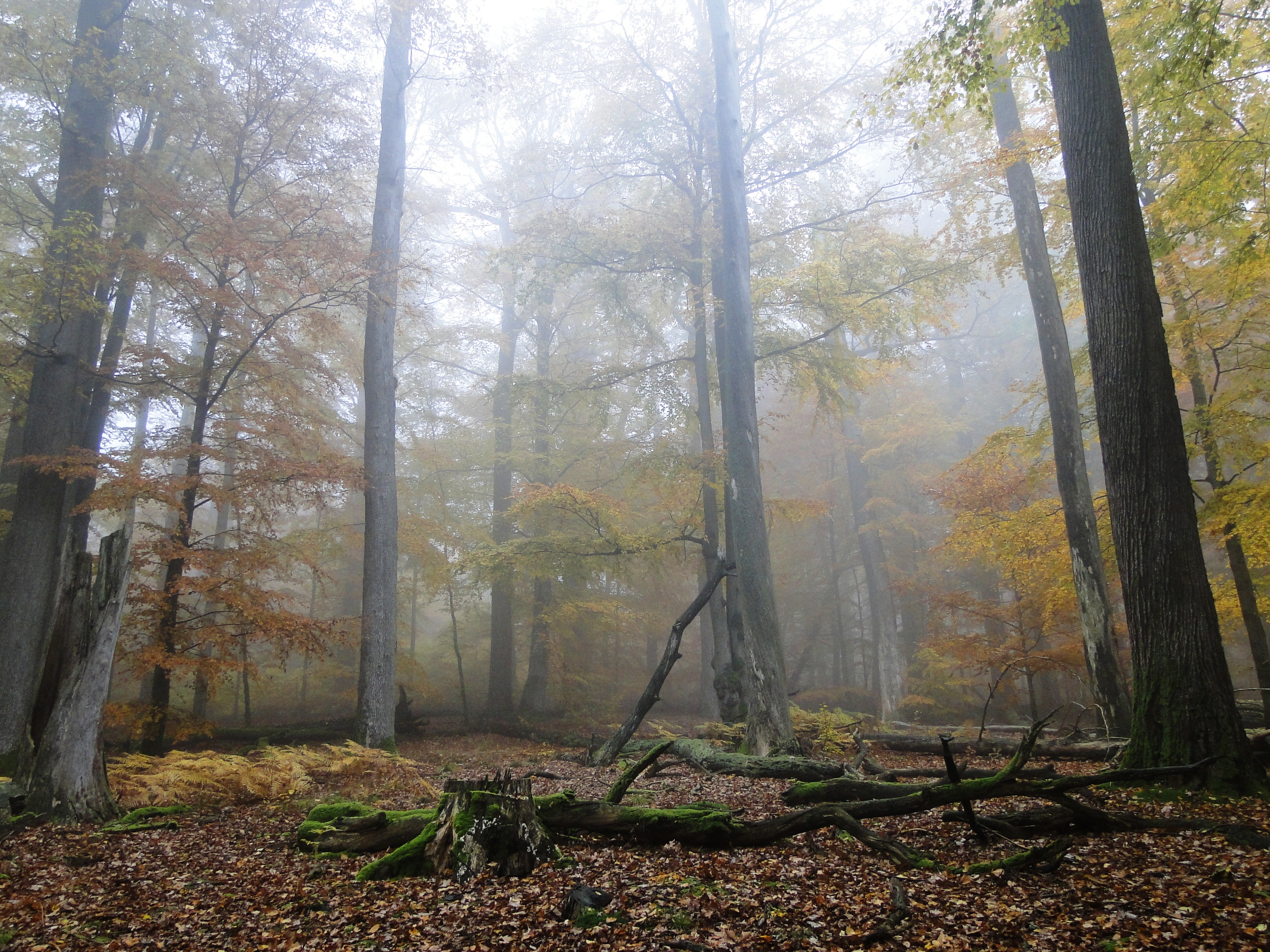
Рерберзький заповідник

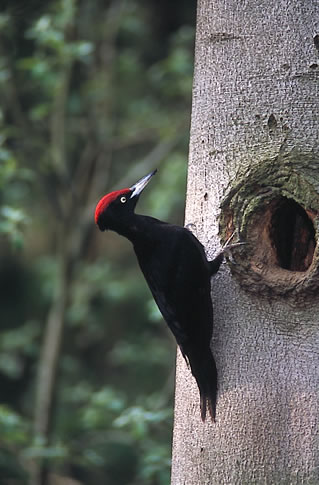
Шпессарт означає «Дятлів ліс»

49°54′09″ пн. ш. 9°25′43″ сх. д. / 49.9025° пн. ш. 9.4286111111111° сх. д.
Шпессарт (нім. Spessart) — невисокий лісистий гірський масив у землях Баварія та Гессен у Німеччині. Межує з горами Фогельсберг на півночі, Рен на північному сході та Оденвальд на південному заході. Найвища точка — гора Гайєрсберг, 586 метрів.

## Інтернет-ресурси
- Naturpark Spessart, auf naturpark-spessart.de
- spessartbilder.eu, private Website mit zahlreichen Informationen und Bildern zum Spessart
- Spessartbund, auf spessartbund.de
- Spessartprojekt (Archäologisches Spessartprojekt; ASP), auf spessartprojekt.de
- Spessartit (Infos zu Geologie, Mineralogie, Bergbaukunde, Steinen, Erzen usw.), auf spessartit.de
- Spessart Sagen gesammelt von Valentin Pfeifer